# Sergej Alexandrovič Trailin

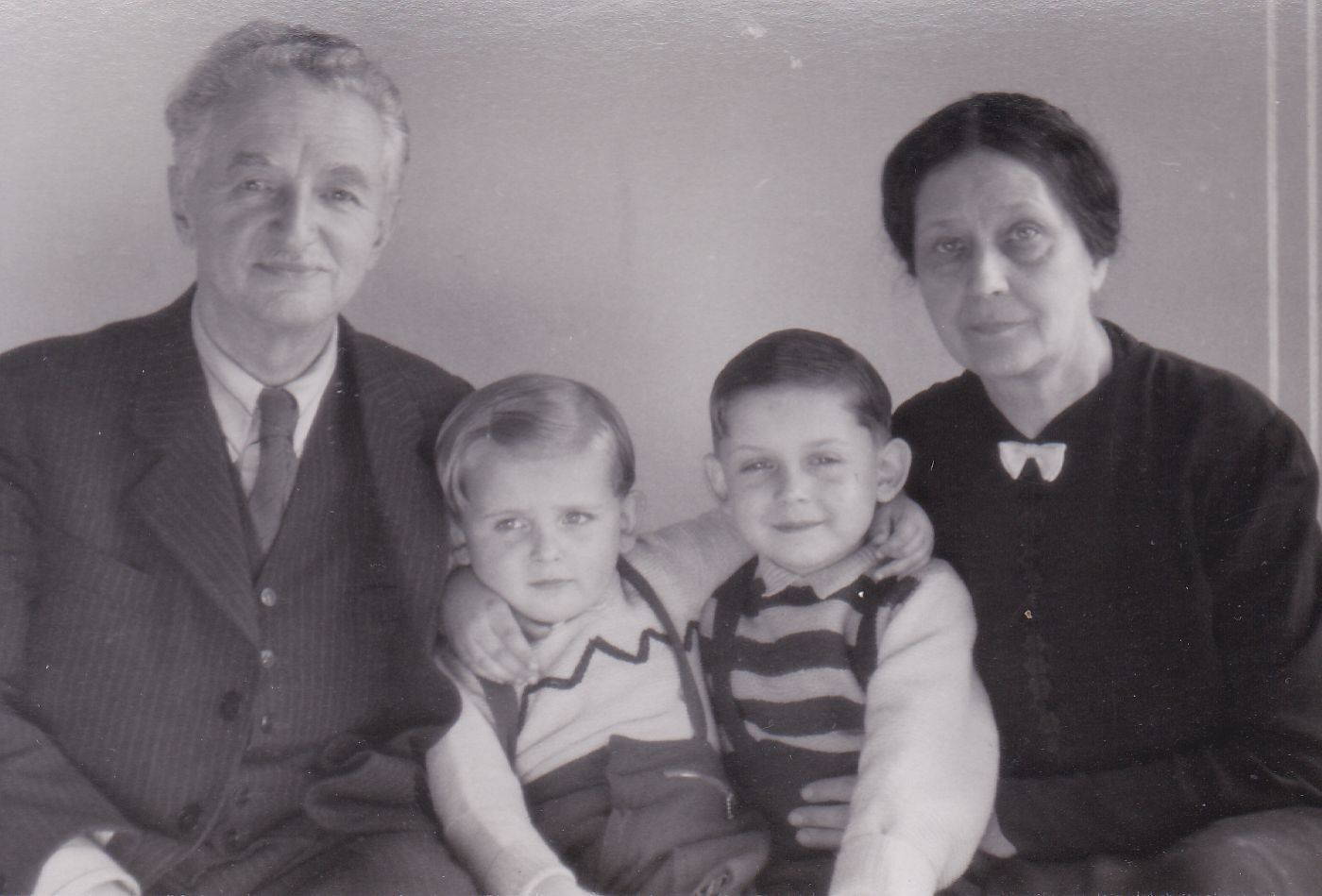
S.A.Trailin s manželkou Klaudií a vnoučaty Vladimírem a Jindřichem v roce 1943

Sergej Alexandrovič Trailin (rusky Сергей Александрович Траилин, * 16. září 1872 v kozácké stanici Věrchně-Kurmojarskaja Oblasti Vojska donského, Ruské impérium – 2. prosince 1951 v Praze, Československo) byl ruský bělogvardějský generálporučík jezdectva a hudební skladatel.

## Životopis
Pocházel z významného a početného šlechtického rodu donských kozáků Trailinů. Jeho otec, plukovník Alexandr Děmenťjevič Trailin podle dobových svědectví vynikal svou laskavostí a zároveň požíval veliké autority. V březnu roku 1918 byl zastřelen bolševiky. Jeho bratr Anatolij Alexandrovič, generálporučík, účastník první světové války, velitel prvního Donského kozáckého pluku v roce 1917 v Petrohradu, účastník občanské války v Rusku, zemřel v emigraci v Záhřebu Království Srbů, Chorvatů a Slovinců.

### Vojenská služba
Sergej Alexandrovič Trailin získal vojenské vzdělání v kadetském sboru v Polocku a na Nikolajevské jezdecké škole v Petrohradu. Do služby nastoupil v roce 1891 do Kozáckého pluku carské stráže v Petrohradu.
V roce 1904 dosáhl hodnosti štábního kapitána Ústředního velení vojenských spojů, poté postupně hodností esaula (1905), podplukovníka (1906), v roce 1911 se stal plukovníkem.
Jako talentovaný a velmi vzdělaný důstojník s vybranými způsoby byl přidělen jako vychovatel dětí velkoknížete Konstantina Konstantinoviče. V roce 1918 vstoupil do Donské armády, kde se stal velitelem první Donské brigády, a poté velitel divize, od roku 1919 generálmajor, o rok později generálporučíkem. Byl evakuován z Novorossijska, poté přes Konstantinopol a Bulharsko uprchl do Československa. Usadil se v Praze, kde zůstal až do své smrti v roce 1951.

### Hudební skladatel

#### Tvorba v Rusku
Od útlého dětství hrál na harmoniku, v kadetské škole se naučil hrát na klavír a na různé dechové nástroje, řídil kadetský sbor. V téže době se také pokoušel o první vlastní kompozice (potpourri a menší skladby).
V roce 1895 se seznámil s M. A. Balakirevem, u něhož se učitel hudební teorii, učil se harmonii a kontrapunkt a profesora Petrohradské konzervatoře A. A. Petrova.
V roce 1898 Trailin složil dvě symfonie, které se hrály v Pavlovsku, Sestrorecku, v Carském sele za přítomnosti cara Mikuláše II., na Jaltě a další městech. V téže době napsal množství skladeb pro klavír a romance, např. na texty mladého donského básníka V. I. Dmitrijeva (svého kolegy z kadetské školy).
Roku 1906 autor zkomponoval balet "Rytíř a víla" (Рыцарь и фея), inscenovaný v roce 1913 v Trojickém divadle, kde hlavní roli ztvárnila Olga Alexandrovna Spesivcevová, operu „Hadži-Murat“ (Хаджи-Мурат, 1908). Velikého věhlasu dosáhla Trailinova opera "Taras Bulba" (1910), s premiérou v Petrohradském národním domě roku 1914, a taktéž opera „Stěnka Razin“ (1914).
Roku 1931 byl Trailin zvolen předsedou Ruského hudebního spolku v Praze. Ku příležitosti mezinárodní slavnosti Den ruské kultury 13. června 1933 napsal Trailin suitu „V Čechách“ (В Чехии), kterou zahrál Symfonický orchestr Českého rozhlasu pod taktovkou českého dirigenta a skladatele K. B. Jiráka. V roce 1937 ke 100. výročí narození A. S. Puškina zkomponoval hudbu pro dětské představení „Zlatá rybka“ (Золотая рыбка) a „Pohádka o popovi a jeho pomocníku Baldovi“ (Сказ о попе и работнике его Балде). Bylo uvedeno mnoho jeho komorních skladeb, opera „Bohatý host Tetrentiché (Богатый гость Тереньтище), fantazie na ruské téma „Moskva“, klavírní miniatury, zpracování ruských a moravských písní, sbory v Českém rozhlase. V pražském Národním divadle byla nastudována jeho opera „Taras Bulba“ v obsazení A. Novikovová-Ryžkovová, L. Belocvetovová, Peškovovo kvarteto, sbor „Archangelskij“, hrál opět Symfonický orchestr Českého rozhlasu a další. Jedním z posledních počinů skladatele nedokončený prolog k básni A. S. Puškina „Ruslan a Ludmila“, „У лукоморья дуб зелёный“ pro sbor a orchestr. Dochované části skladby poukazují na bohatý a náročný hudební jazyk autora.

### Vemigraci
V cizině byl skladatel zpočátku nucen živit se námezdní hudební prací, musel aranžovat a instrumentovat cizí skladby a dávat soukromé hodiny. Od roku 1925 byl Trailin učitelem na ruském gymnáziu v Praze, poté získal místo vedoucího kanceláře pro přepis not zřízené v rámci Všestudentského ruského sboru A. Archangelského. Ve 30. letech Trailin pracoval jako klavírista a korepetitor (např. u baletní pedagožky J. Nikolské v pražském Národním divadle) a jako zde mohl pokračovat ve své hudební a skladatelské činnosti. V této době napsal řadu skladeb: „Ориентали“, Východní tance (Восточные танцы), Valčíky, balet „Kouzelná korunka“ (Волшебная корона).

### Rodina
Manželkou skladatele byla malířka Klavdija Semjonovna Trailinová (1879—1963), která získala vzdělání v petrohradské carské malířské škole. V emigraci pokračovala ve svém vzdělávání v hodinách прикладного umění a na Vysoké škole uměleckoprůmyslové. Zabývala se malbou прикладного umění a akvarelů, věnovala se malbě porcelánu a hedvábí. v 50. letech K. S Trailinová zpracovala notografii hudebního skladatele (РГАЛИ, Ф. 2660). Po smrti byla pochována po boku svého manžela na Olšanských hřbitovech v Praze.
Manželé Trailinovi měli čtyři děti: Alexandra, Sergeje, Veroniku a Jurije, jejichž osud však není znám.
Sergej Alexandrovič Trailin (1902 - 1965) měl dva syny, Vladimíra (1937 - 1992) a Jindřicha (1942 - 2013). Syn Vladimír dceru Natašu (1964) a syna Vladimíra (1961) kteří žijí ve východních Čechách, v Hradci Králové a v Litomyšli. Jindřich byl bezdětný.